# 乃琼寺
乃琼寺，全称“乃琼多杰扎央林”，简称“乃琼贡巴”（藏語：གནས་ཆུང་དགོན་པ།，藏语拼音：Naiqung Gönba），藏族民间俗称乃琼角，（藏語：གནས་ཆུང་དགོན།，威利转写：gnas-chung lcog，藏语拼音：Naiqung Jog）一譯乃穷寺、 舊譯涅沖寺。藏傳佛教宁玛派寺院，位於中華人民共和國西藏自治區拉薩市城关区，是格鲁派哲蚌寺的属寺，也是乃琼护法的所在。该寺位于根培乌孜山南麓，距哲蚌寺約1公里。
因現任乃瓊護法隨十四世达赖流亡至印度，故現在达兰萨拉也建立了一個同名寺院，作為乃琼护法的居所。

## 歷史

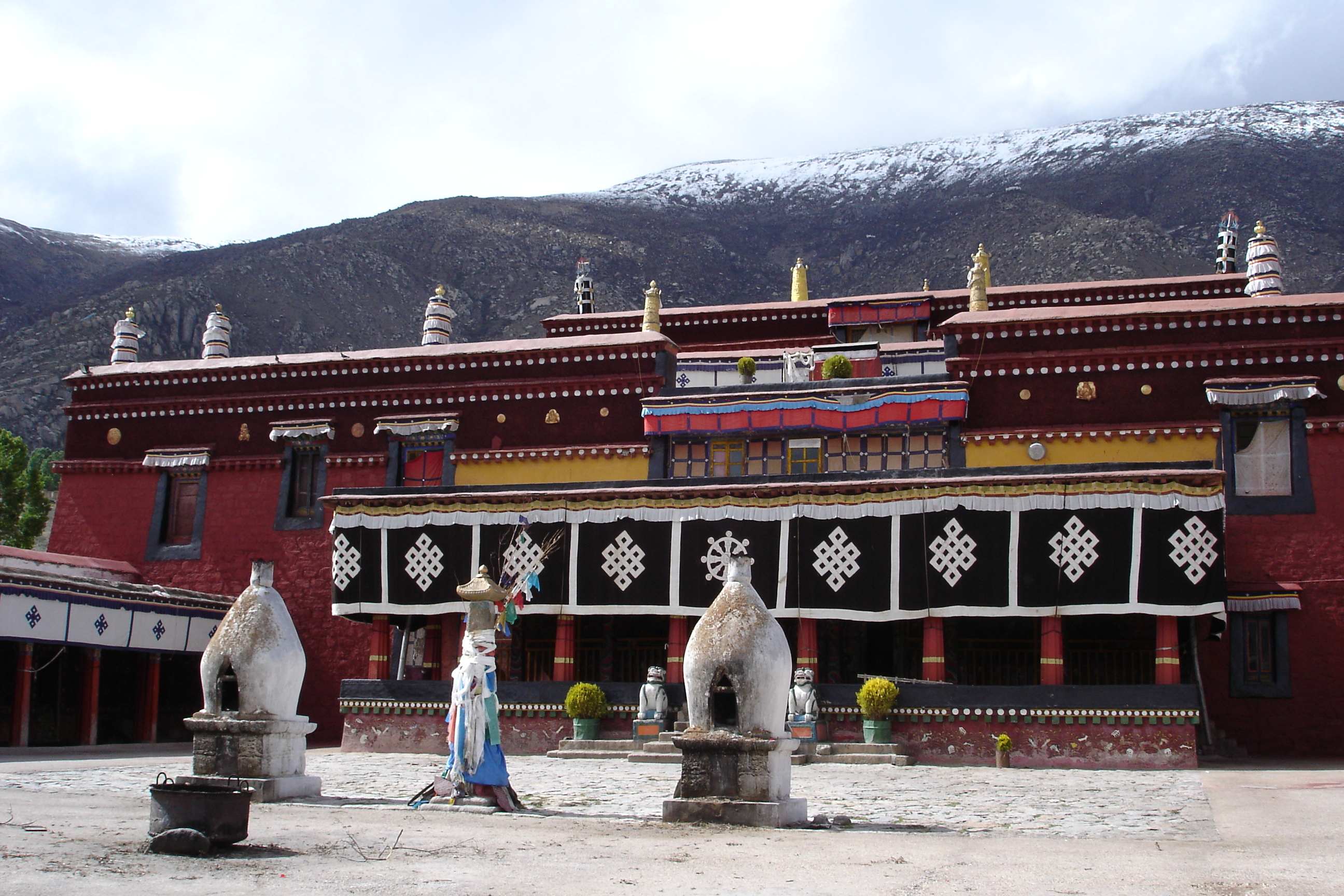

乃瓊寺的名字中，“乃”即汉语“地方”，“瓊”即汉语“小”。故乃琼寺指哲蚌寺所属的“小地方”。
此寺供奉有三頭六臂的白哈尔，是格鲁派所奉世间護法的主神。寺中有喇嘛擔任乃瓊护法，讓白哈尔附身來做出神諭。
关于该寺的来历，在藏文文献中有不同的说法。其一称，白哈尔是乌仗那地方神，后移居至裕固境内巴达霍尔的寺庙，成为霍尔部落的保护神。桑耶寺落成后，莲花生在念钦山神的建议下，自霍尔迎请白哈尔做了桑耶寺的保护神，居白嘎岭。700年后，白哈尔迁至拉萨河南岸的噶举派的贡塘寺，后与该寺住持喇嘛祥蔡巴不和，祥喇嘛就在建寺时不让画工在寺内壁画上画白哈尔。白哈尔设计将寺庙付之一炬。愤怒的祥喇嘛设计捕获白哈尔，将其装进木箱抛入拉萨河，木箱流经哲蚌寺时被该寺一名喇嘛捞出并打开，白哈尔趁机变为白鸽，飞到一棵桦树上便消失了。后人绕树建立了如今的“乃琼寺”。自此白哈尔一直住在乃琼寺，有自己的代言神巫即乃琼护法，后者后来被五世达赖（1617-1682）指派为噶厦的宣谕神。
其二称，五世达赖在哲蚌寺见装着白哈尔的木箱漂在拉萨河上，便令哲蚌寺德阳经院的堪布捞出木箱，但不准他打开木箱。堪布因好奇，违反达赖的要求，打开了木箱，从箱中飞出一只鸽子落到一棵古树上。达赖得知此事后，斥责这位堪布，后又下令绕树建寺，取名“乃琼寺”。
其三称，白哈尔为履行对宗喀巴大弟子绛央却吉扎西（1379-1449）的诺言而来到哲蚌寺。乃琼寺因此而修建。
其四称，从桑耶寺迁到贡塘寺的不是白哈尔本神，而是其化身“主臣”金刚称护法。金刚称护法为了成为贡塘寺最显赫的神祇，在僧众面前显示各种幻像，令僧众不悦，被僧众以禳邪之法关入木箱内抛进拉萨河。木箱被一喇嘛捞出背回哲蚌寺。金刚称护法称开箱之机飞到一棵古树上消失了，后绕树建寺称“乃琼寺”。不久，白哈尔应现于乃琼寺。
其五称，拉萨东部蔡公堂的某位居民如同死人一般被装进木箱投入拉萨河，木箱被哲蚌寺喇嘛捞出。开箱后，一道火焰冲出，消失在附近一棵古树上，躺在箱里的居民也恢复了知觉。后绕树建寺称“乃琼寺”，这位居民也成了乃琼寺的首位乃琼护法。
据藏文史书记载：白哈尔亦被称为“战神大王乃琼”，乃是王系魔神的首领。苯教称之为“象雄护法神”。藏文文献记述白哈尔的容貌如下：“协松多吉米沃且（白哈尔）三头六臂，各有白、天蓝和红色的面孔一个，三只右手持铁钩、箭和剑；三只左手持刀、弓和杖。身穿白丝上衣，用人皮、虎皮做围腰。头戴类似于草帽的藤帽；骑白狮，由门普布查牵引。陪伴之神是阿曲玛，派遣寒鸦做他的使臣。”
1959年，乃瓊护法隨達賴出亡至印度達蘭萨拉，此後未曾回到此寺。现在在达兰萨拉有一座新建的乃琼寺。
乃琼寺在文化大革命期间受到了严重破坏。文化大革命结束后，该寺得到修复。现在该寺大殿西北角的白哈尔殿内供奉有白哈尔、莲花生等像，白哈尔殿内还有当年白哈尔消失的树。2011年公布为拉萨市文物保护单位。
该寺规模中等，20世纪初该寺有100名左右的喇嘛。

## 建筑
此寺现存主要建筑有：
- 德央多杰
- 大殿
- 卓敦拉康
- 赞康
- 多康拉康
- 东佛堂
- 喇嘛拉康
- 赞林森琼
- 丹珠尔拉康
- 森琼日乌达拉
- 岩石“喇嘛庆”
- 卓康
- 噶采
- 拉章
- 措庆

## 壁画
乃琼寺的壁画是古格王朝壁画、白居寺壁画之外的又一经典古典壁画杰作，绘于17世纪中叶。壁画主要描绘了白哈尔和他的化身及其伴神，还描绘了众生因前世恶业而在地狱受罚。乃琼寺壁画吸收了汉族文化、印度、尼泊尔、克什米尔等地文化的元素，是不可多得的艺术珍宝。

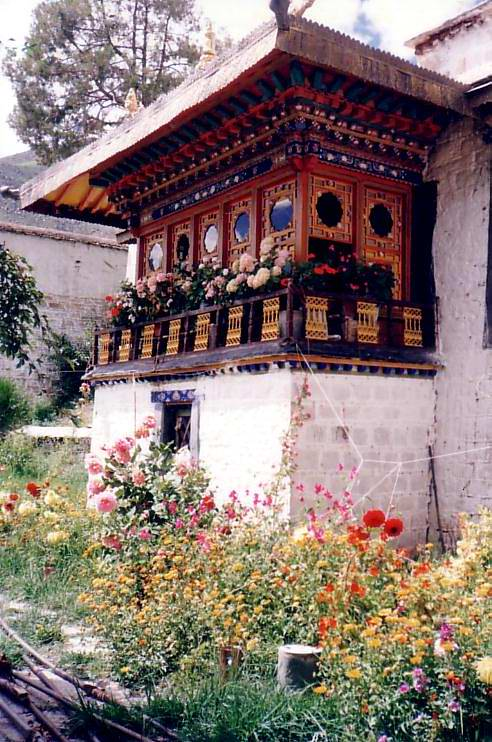
乃琼寺内的十三世达赖的居所
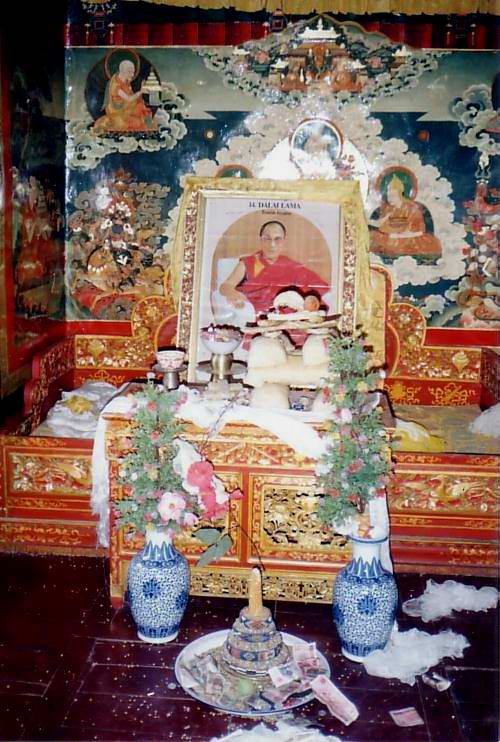
达赖的法座，位于乃琼寺内的十三世达赖的居所内。
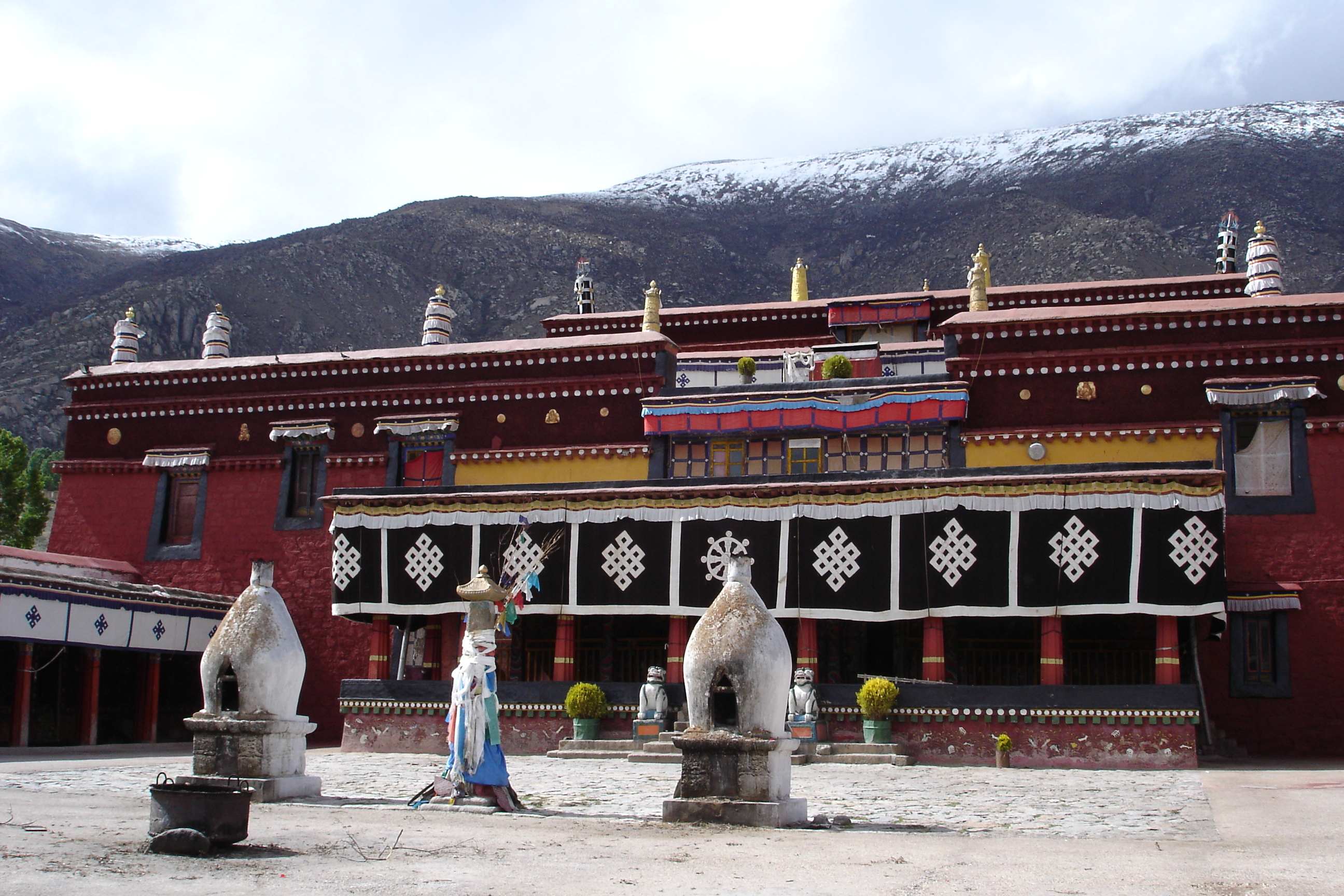
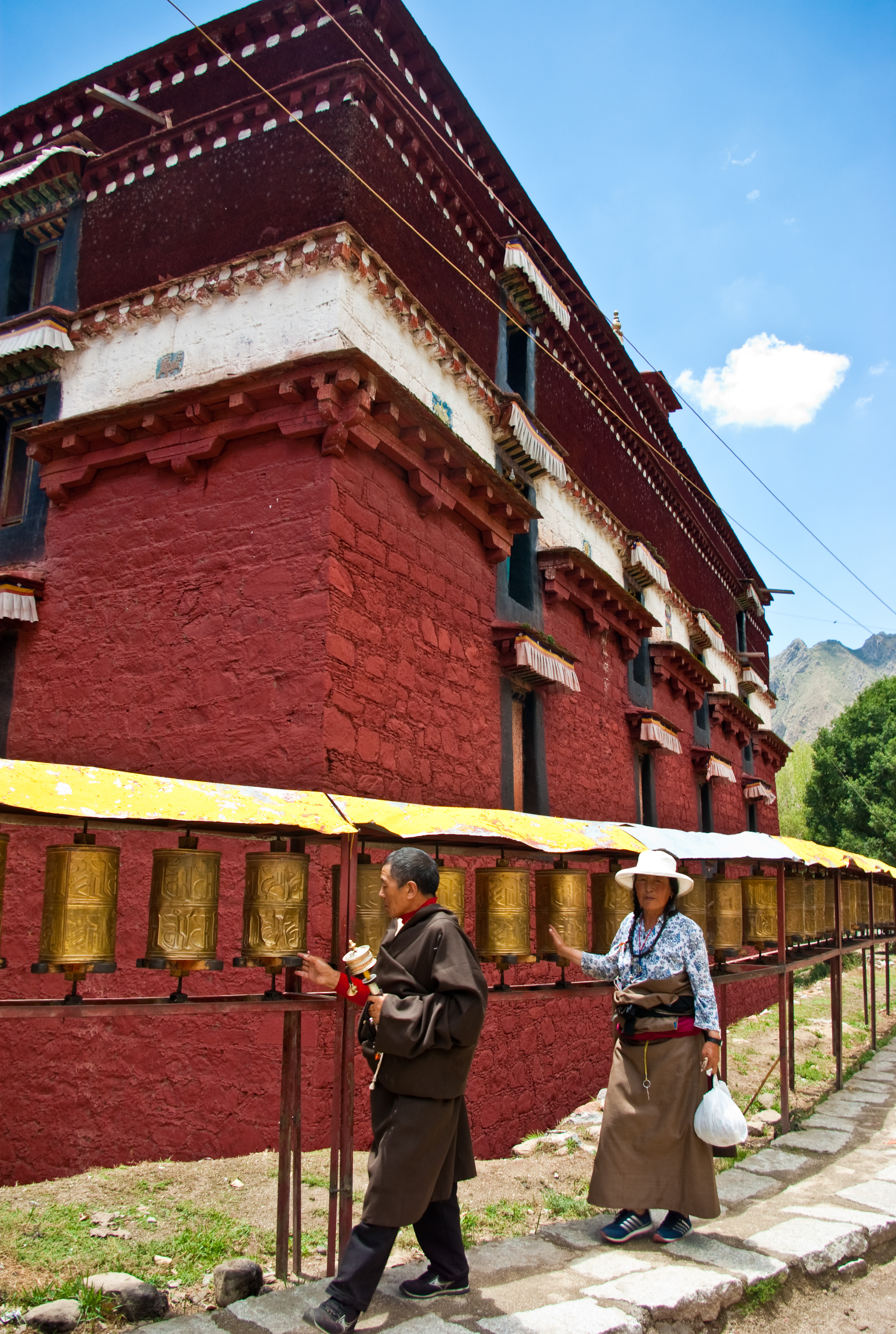
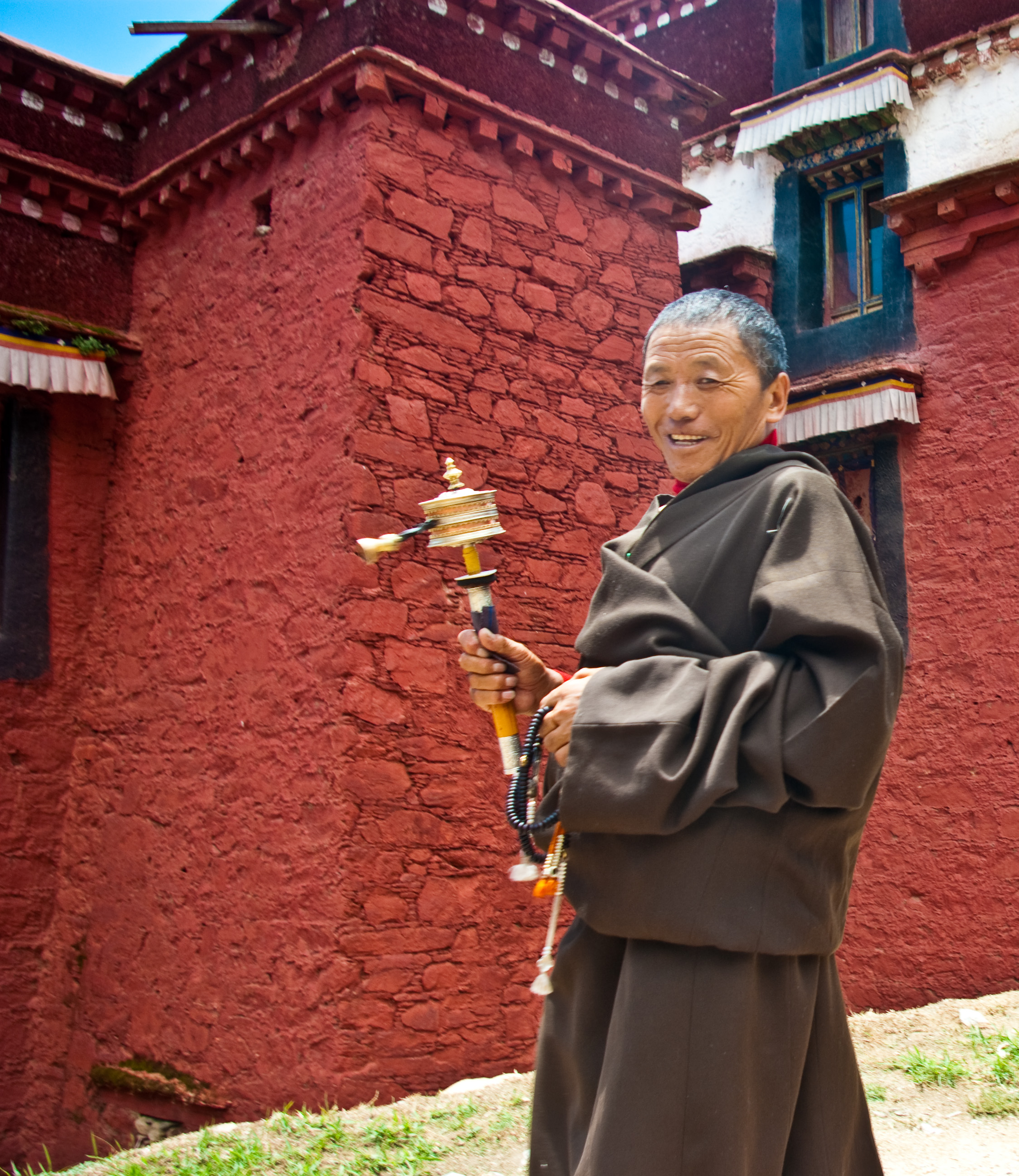
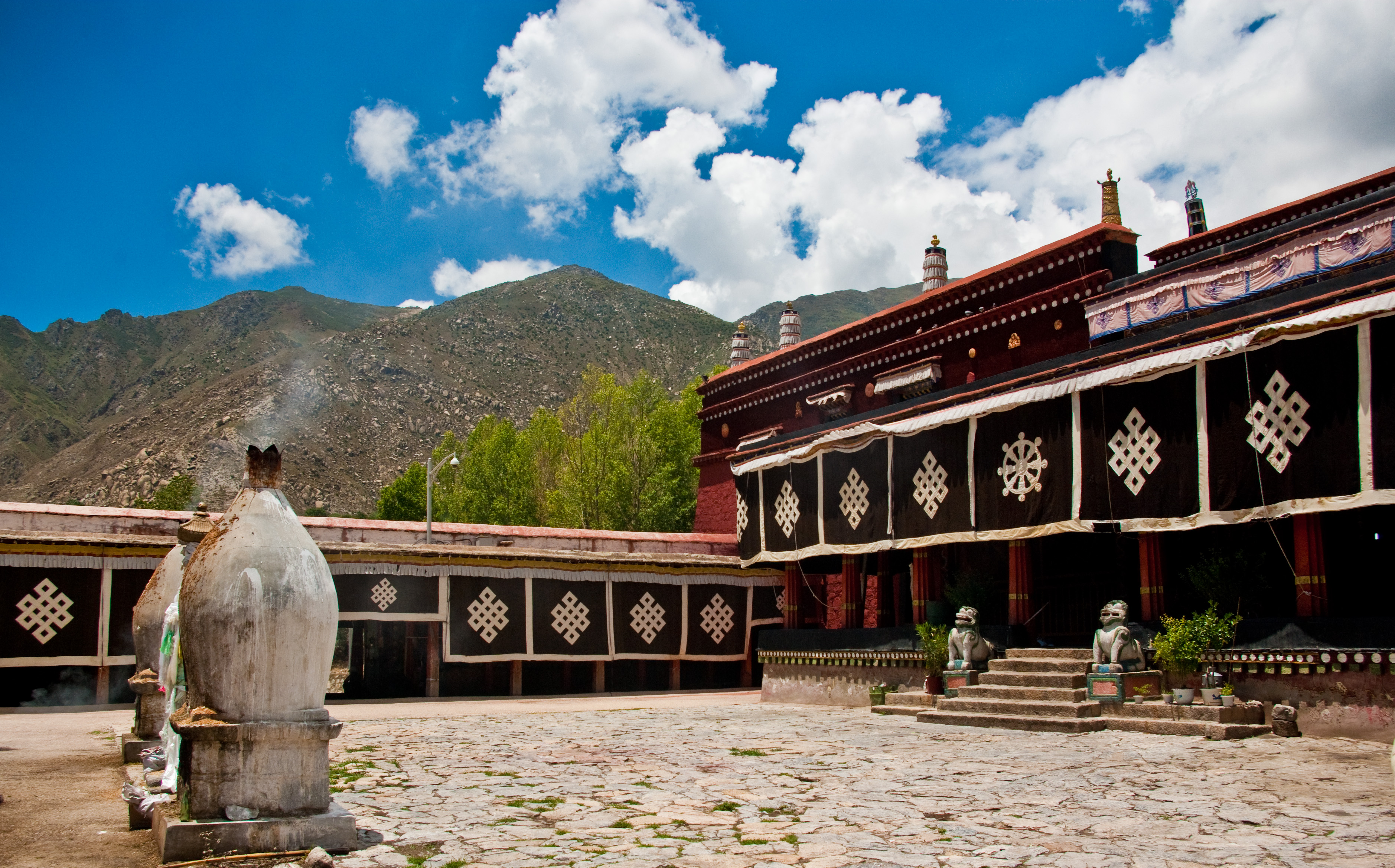
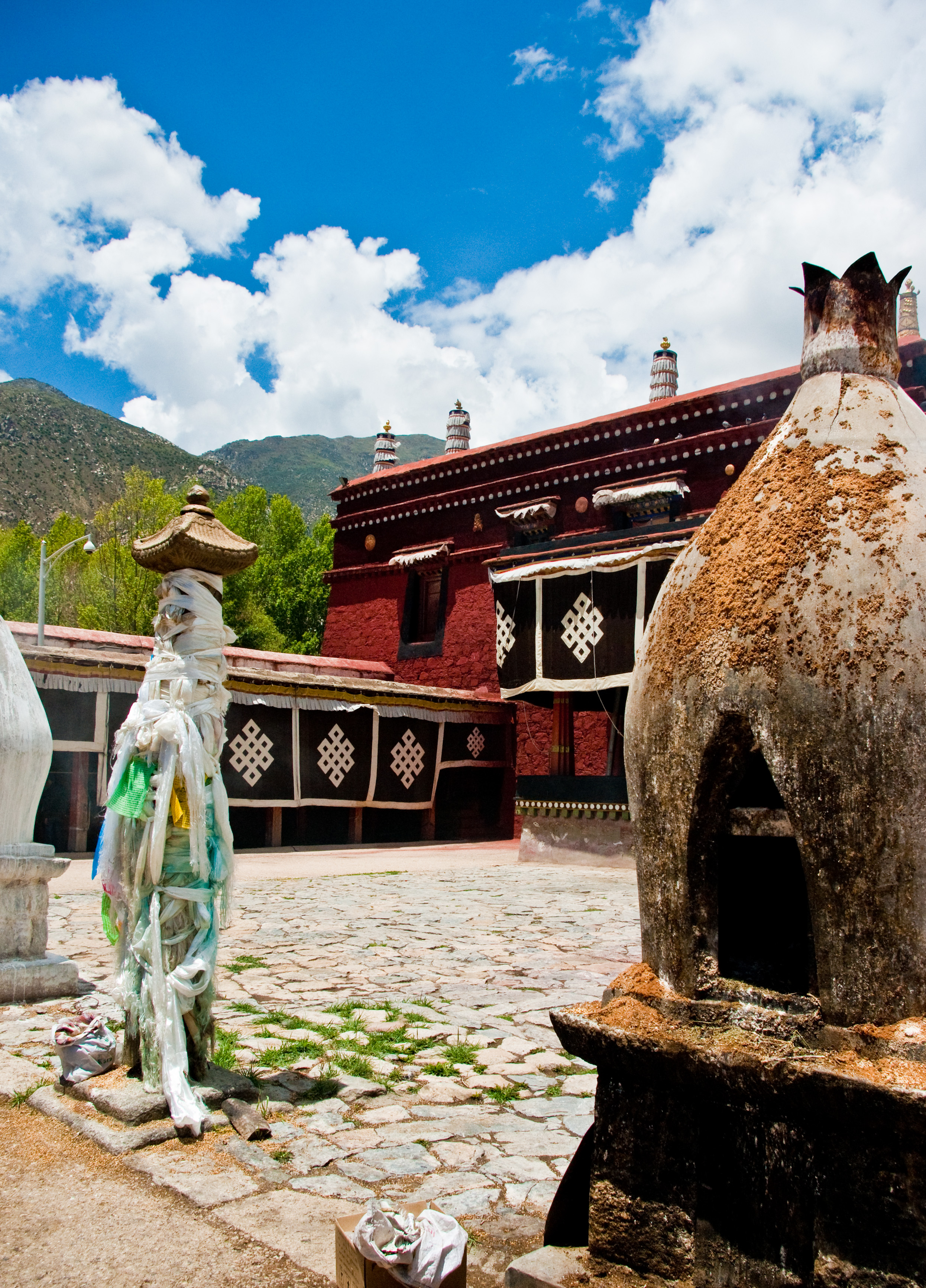
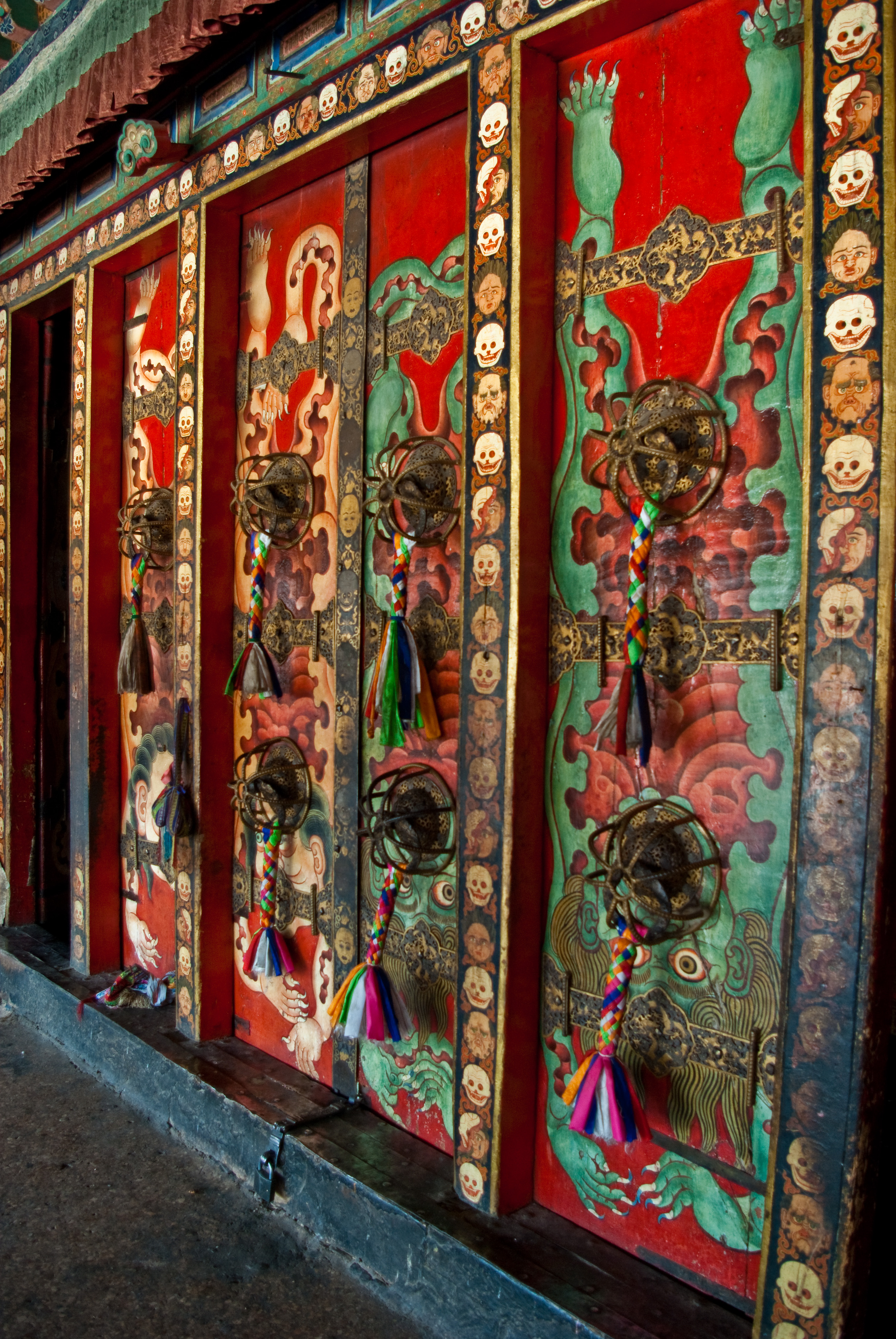
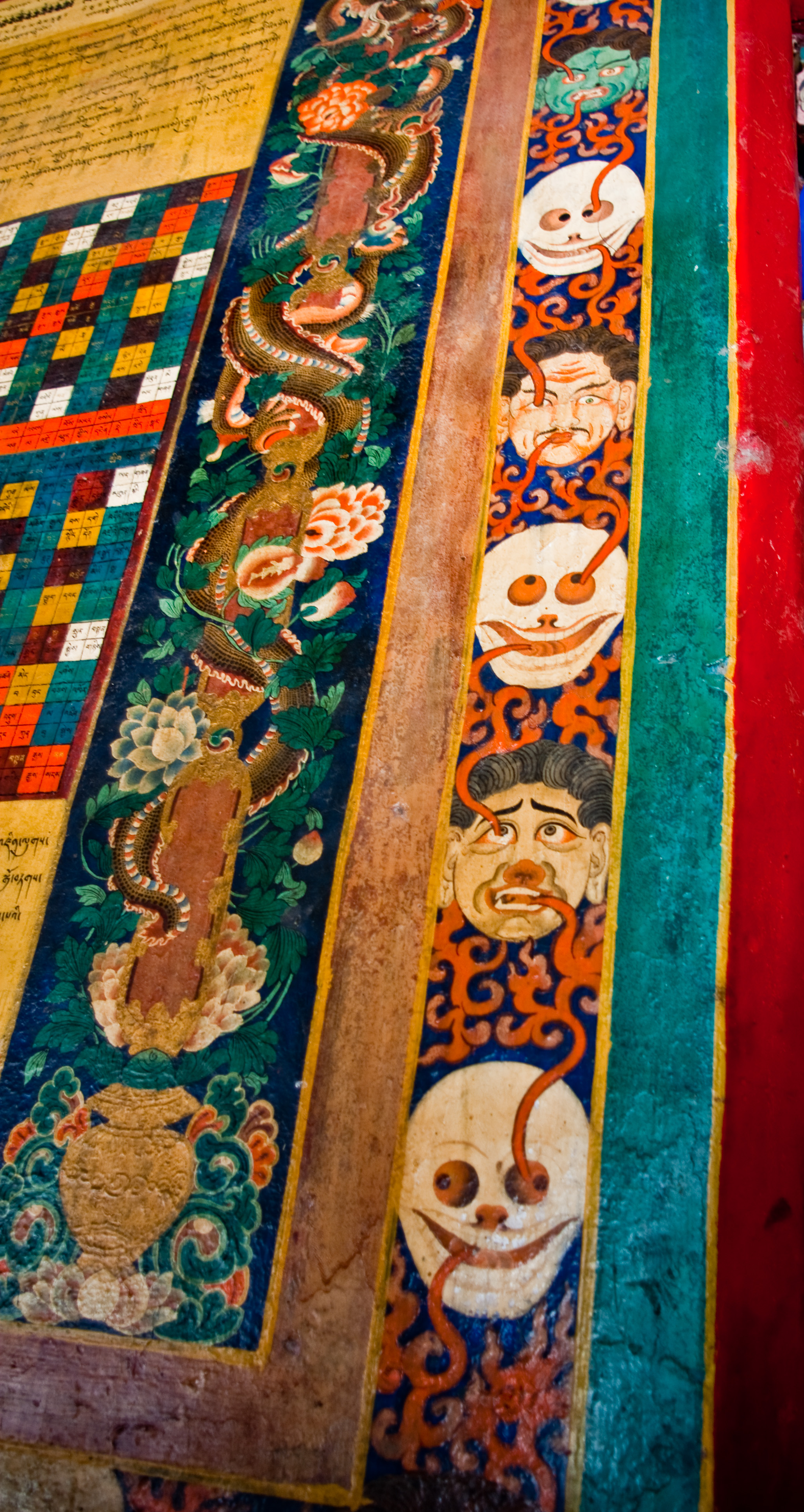
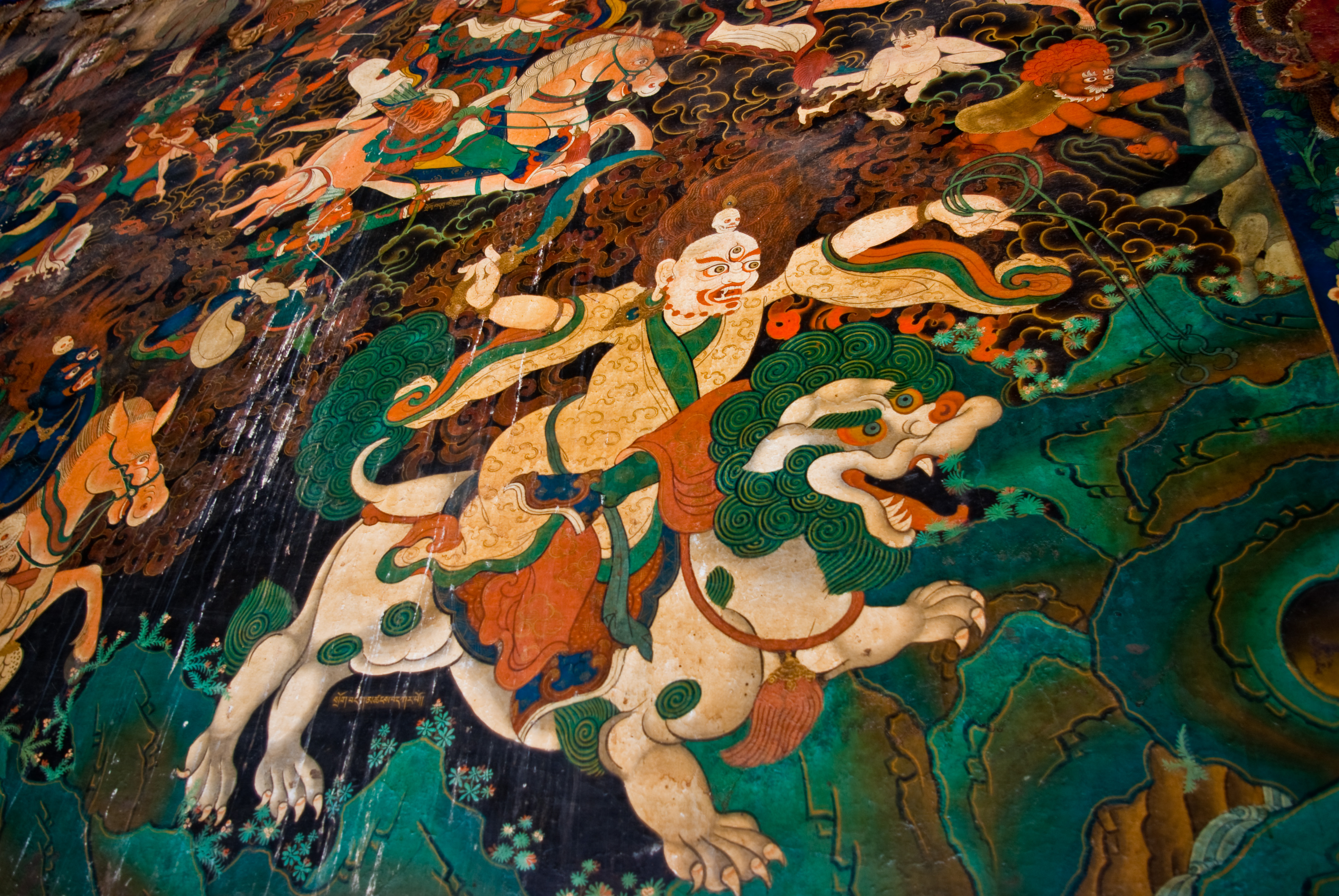
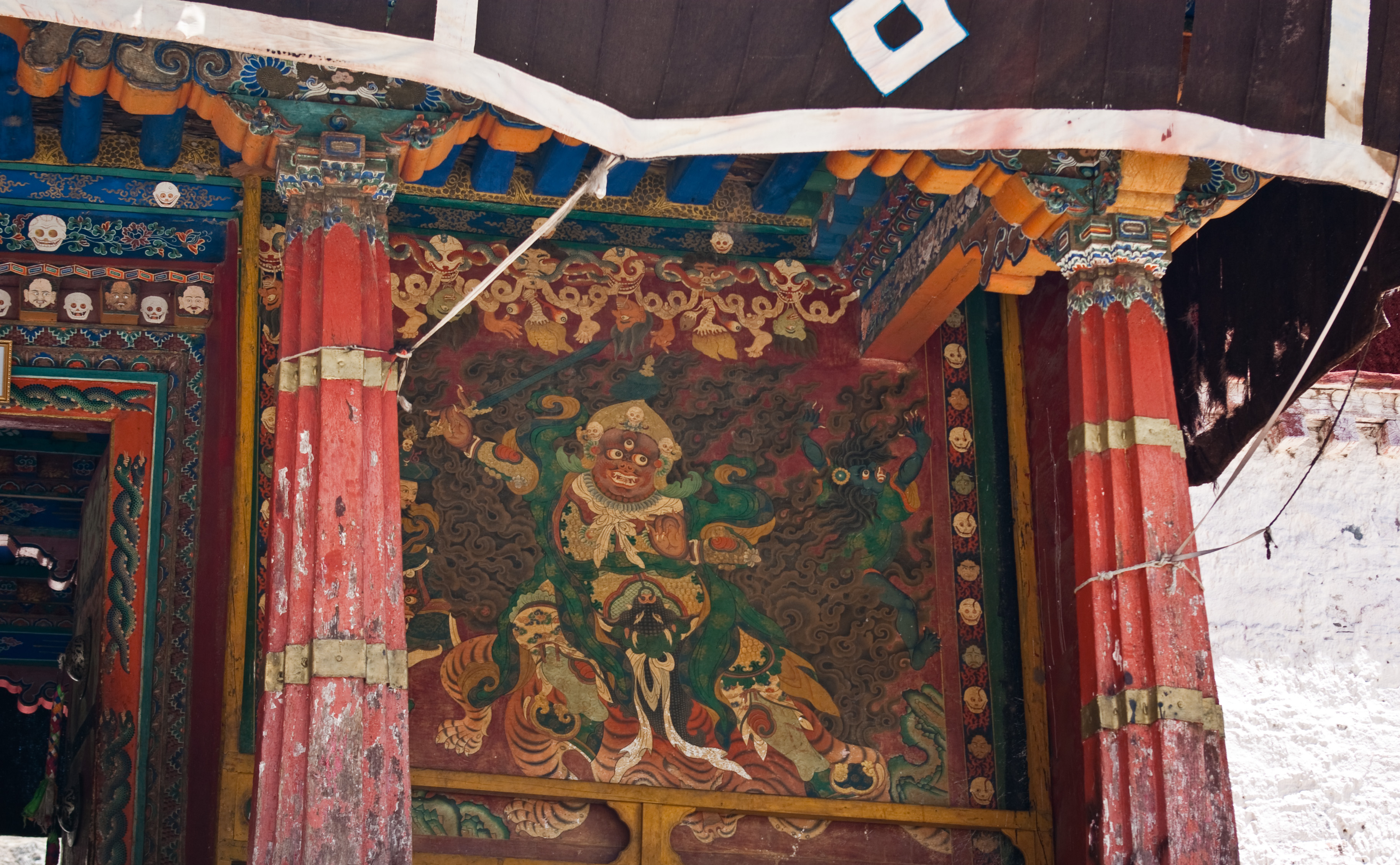
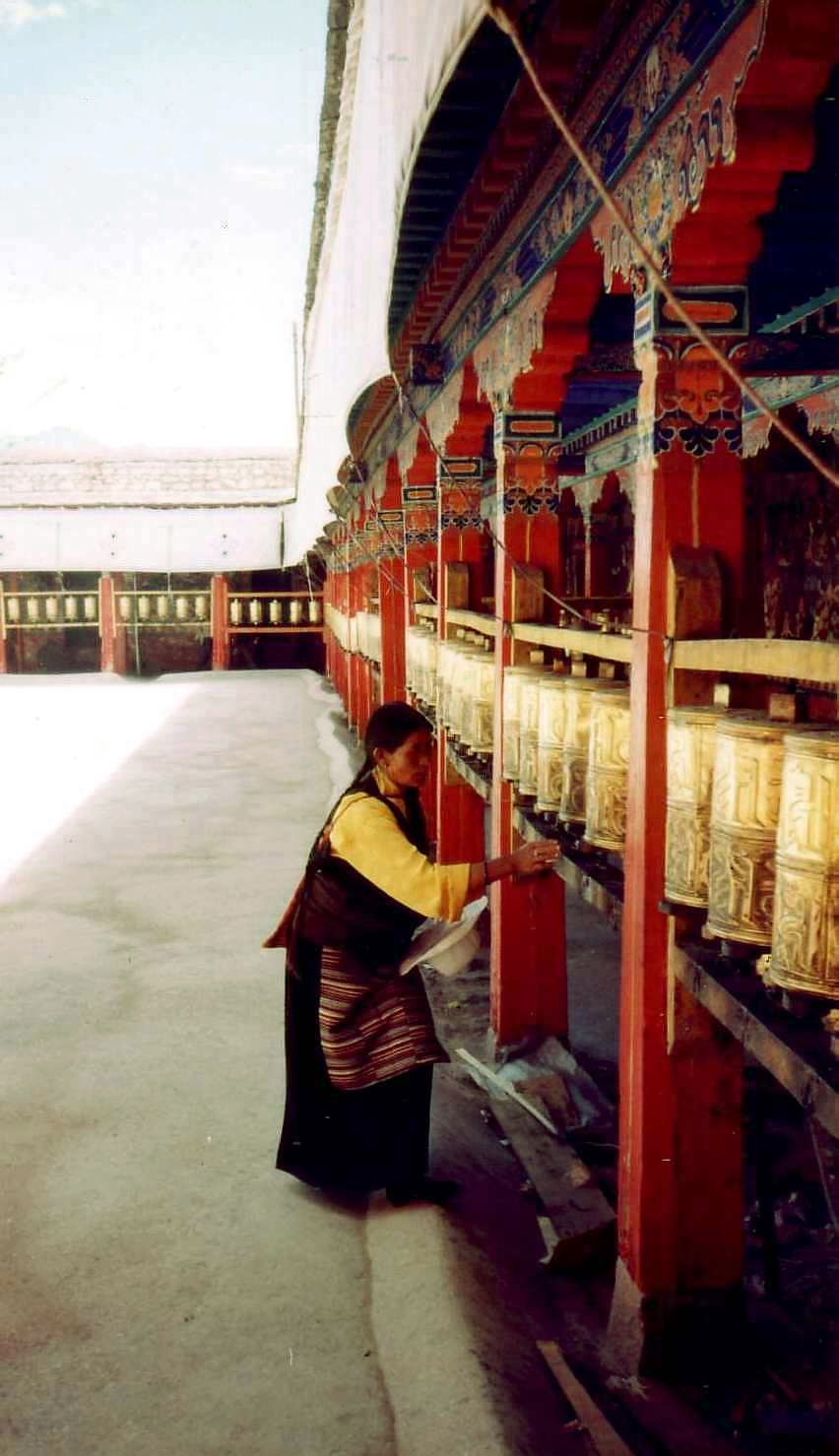
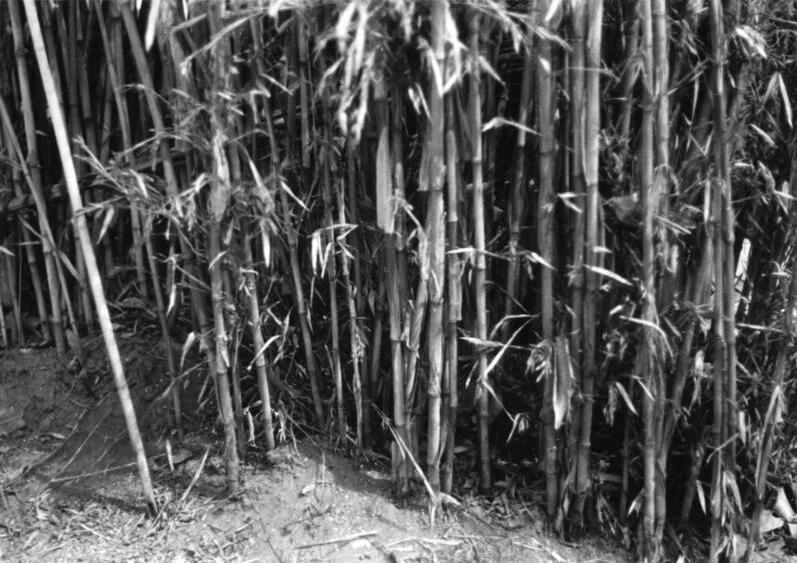
乃琼寺竹林
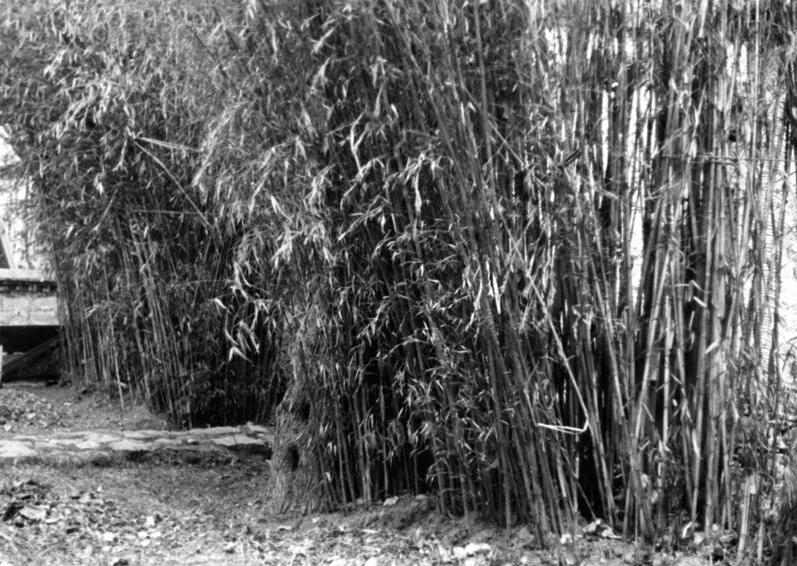
乃琼寺竹林
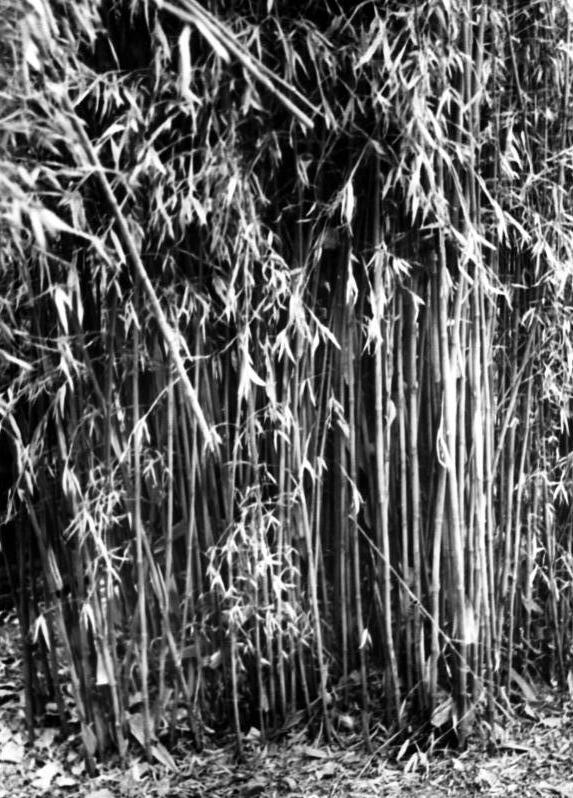
乃琼寺竹林

## 延伸閲讀
- 札细·米玛次仁，乃琼寺，拉萨：西藏人民出版社，2010年
- 乃琼寺将美农奴有偿转让于差巴冲堆巴的契约，新华网，2008年11月12日